# Lányi Sarolta
Lányi Sarolta (teljes nevén: Lányi Sarolta Erzsébet Fausztina, írói álnevei: Lenke Sári, Levele Zsolt) (Székesfehérvár, 1891. június 6. – Budapest, 1975. november 10.) magyar költő, műfordító, pedagógus.

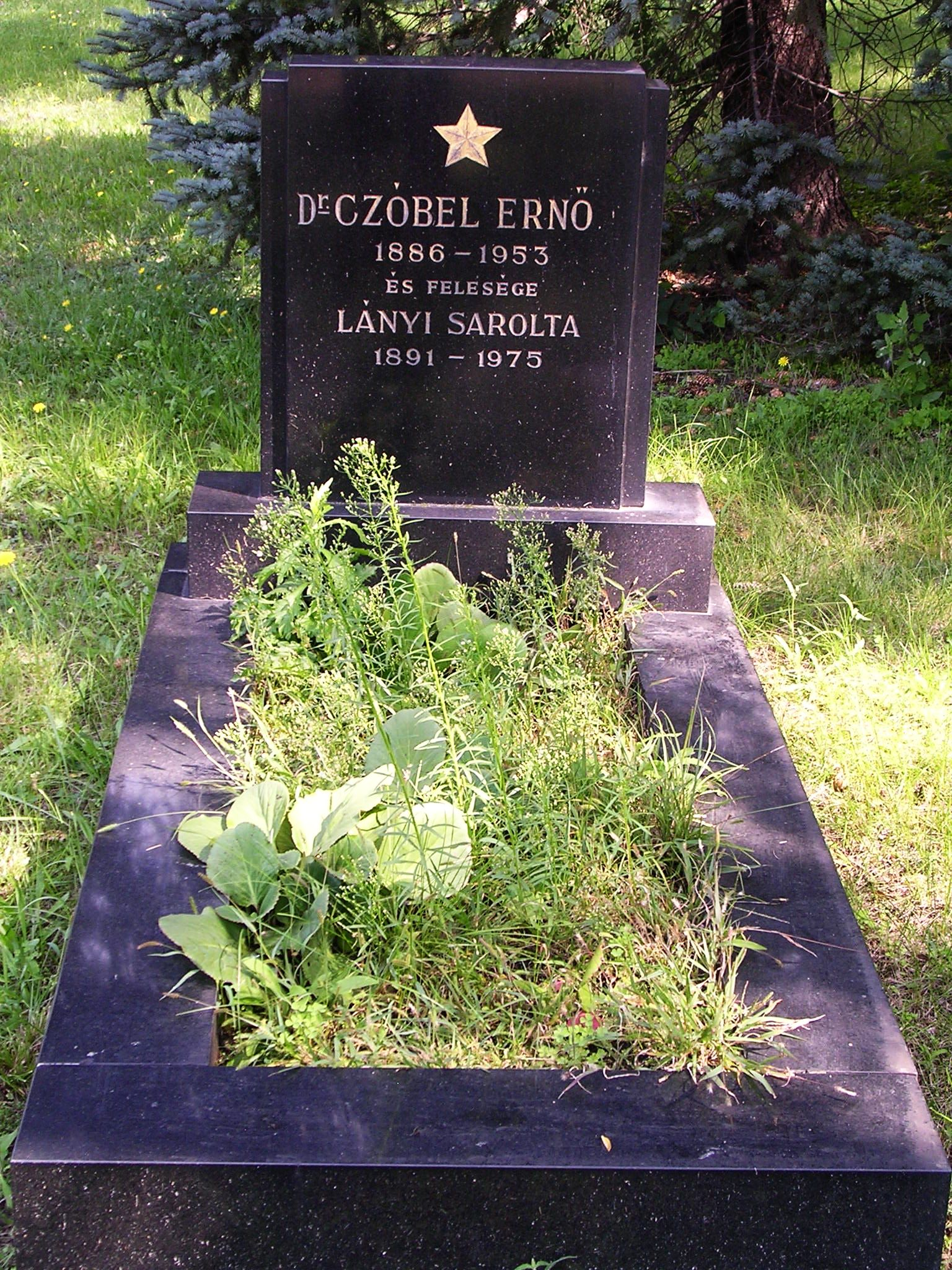
Sírja a Fiumei úti sírkertben (30/2-1-17)

## Életpályája
Lányi Ernő és Dombai Erzsébet leánya. Gyermekéveit több helyen, köztük Miskolcon és Szabadka városában töltötte. Ez utóbbi városban apja a zeneiskola igazgatója volt, és jó kapcsolatot ápoltak a Kosztolányi családdal, húga, Hedvig Kosztolányi Dezső szerelme volt több mint két éven át. Első publikációi is a bácskai lapokban jelentek meg, a Bácskai Hírlapban és a Bácsmegyei Naplóban.
1909-ben Szabadkán szerzett tanítói oklevelet, majd 1911–1918 között Budapesten volt tanítónő. 1915. január 30-án Budapesten, a Terézvárosban házasságot kötött Czóbel Ernővel.
Részt vett a munkásmozgalomban és szerepet vállalt a Tanácsköztársaságban is. Napjaim című, 1922-ben megjelent verseskötete is a szocialista eszmék iránti elkötelezettségét tükrözi. Ugyanebben az évben követte a fogolycsere-egyezmény keretében a börtönből szabadult férjét a Szovjetunióba. Férjét azonban a sztálini rendszer 1937-ben koholt vádak alapján letartóztatta, és több évet töltött börtönben. 1935 novembere és 1937 októbere között írott naplóját a halála után, 1982-ben, több ifjúkori írásával együtt, Szabadkán adták ki, Dér Zoltán gondozásában. 1938-tól az Új Hang című folyóirat, 1940-től a moszkvai Kossuth Rádió munkatársa volt. 1946-ban tért haza, szerkesztőként dolgozott. 1950–1956 között az Irodalmi Újság munkatársa volt.

## Munkássága
Költészetében először a szimbolizmus hatása érvényesül (Ajándék, 1912). Műfordításaival főként orosz írókat szólaltatott meg, és ő fordította magyarra a Bunkócska című mozgalmi dalt, illetve ő írta a Varsavianka című dal magyar szövegét. Egyik legismertebb fordítása Konsztantyin Mihajlovics Szimonov „Жди меня” (Zsgyí minyjá; Várj reám) című verse, amelyet a legutóbbi időkben gyakran hallhattunk megzenésítve Darvas Iván előadásában. Személye szerepet kapott Sinkó Ervin Egy regény regénye című munkájában, és még hangsúlyosabban Slobodan Šnajder horvát drámaíró Sinkó regénye nyomán írott Confiteor című darabjában.

## Családja
Lányi Ernő (1861–1923) zeneszerző harmadik gyermeke volt, bátyja, Lányi Viktor Géza (1889–1962) később ismert zenekritikusként működött. 1915-ben házasságot kötött Czóbel Ernő (1886–1953) irodalomtörténésszel, Czóbel Béla (1883–1976) festőművész testvérével; 1918-ban született meg Czóbel Anna lányuk (1918–2012), aki később a Magyar Televízió operatőre lett.

## Művei
- Ajándék (versek, 1912)
- A távozó (versek, 1915)
- Napjaim (versek, 1922)
- Számlálatlan évek (válogatott versek, 1947)
- Orosz költők. Antológia; összeáll. Lányi Sarolta; Új Magyar Könyvkiadó, Bp., 1947
- Előre! Szovjetköltők úttörő- és gyermekversei; összeáll. Békés István, Gábor Andor, Lányi Sarolta; Új Magyar Könyvkiadó, Bp., 1949
- Sasok nemzedéke. Szovjetköltők versei az ifjúságról az ifjúságnak; összeáll. Békés István, Gábor Andor, Lányi Sarolta; Új Magyar Könyvkiadó, Bp., 1949
- Kései ajándék (válogatott versek, 1951)
- Fagyejev; Művelt Nép, Bp., 1952 (Útmutató városi előadók számára)
- Őszi kert (versk, 1956)
- Énekszó (válogatott versek, 1963)
- Múlt és jelenidő (versek, műfordítások, 1966)
- Téli hajnal (versek, 1971)
- Feledni kár (válogatott versek, 1975)
- Próbatétel. Versek, novellák, napló; vál., utószó, jegyz. Dér Zoltán; Munkásegyetem, Szabadka, 1982 (Életjel könyvek)

## Műfordításai
- Maurice Maeterlinck: Egy kis kutya halálára (elbeszélés, 1919)
- Alekszandr Alekszandrovics Blok: A tizenkettő (versek, 1923)
- Émile Zola: Az álom (regény, 1927)
- Bobrovszkaja: Ismerjétek meg őket. Hat provokátor (1933)
- Borisz Leontyijevics Gorbatov: Akiket nem lehet leigázni (regény, 1946)
- M. J. Szaltikov-Scsedrin: Hogyan tartott jól egy paraszt két generálist (mesék, 1946)
- M. Szvjetlov: Mese (dráma, 1946)
- A. Tolsztoj: Golgotha (regénytrilógia, 1946)
- N. Petrov: A színházi rendezés útjai (1947)
- A. P. Csehov: A tokbabújt ember (elbeszélés, 1948)
- A. P. Csehov: Kastanka (elbeszélés, 1948)
- Ilja Ehrenburg: Vihar (regény, 1948)
- N. Kalma: Andrej naplója (elbeszélés, 1948)
- V. P. Katajev: Hétszínvirág (mese, 1948)
- A. Sz. Makarenko: Igor és társai (regény, 1948, 1954)
- E. P. Petrov: A béke szigete (dráma, 1948)
- M. Gorkij: Ahogy én tanultam (ifjúsági elbeszélés, 1949)
- V. K. Ketlinszkaja: Az ifjú város (regény, 1949)
- Kosevaja: Fiam története (1949)
- K. M. Szimonov: Idegen árnyék (dráma, 1949)
- K. Sz. Sztaniszlavszkij: Színészetika (1949)
- A. P. Csehov: Ványka és más elbeszélések (1950)
- N. G. Csernisevszkij: Orosz ember találkán (tanulmány, 1950)
- A. Sz. Makarenko: Szülők könyve (1950)
- Mihail Prisvin: Csudacsalit (ifjúsági regény, 1951)
- G. J. Nyikolajeva: Az aratás (regény, 1951)
- M. J. Szaltikov-Scsedrin: Mesék (1951)
- M. Gorkij: Bolondoska Ivanuska (elbeszélés, 1952, 1988)
- N. Sz. Tyihonov: Zászló (versek, Somlyó Györggyel, 1952)
- I. G. Ehrenburg: Kilencedik hullám (regény, 1953)
- K. A. Fegyin: Az Arkturusz szanatórium (regény, 1954)
- A. Sz. Makarenko: Előadások a gyermeknevelésről (1954)
- M. Gorkij: A viharmadár dala (versek, 1955)
- A. P. Csehov: Anna a férje nyakán (elbeszélés, Devecseriné Guthi Erzsébettel, Szőllősy Klárával, 1956)
- Klaus Mann: Mephisto. Egy karrier regénye (1957, 1981)
- J. Piljar: A halál foglyai (1958)
- V. V. Majakovszkij: Gőzfürdő (dráma, 1959)
- A. A. Fagyejev: Az utolsó udege (regény, 1960)
- Anna Seghers: Döntés (regény, 1960)
- V. F. Tyendrjakov: A csodatevő szentkép (regény, 1960)
- N. Sz. Tyihonov: Vámbéry (elbeszélés, 1960, 1982)
- B. V. Bednij: Lányok (regény, 1962)
- V. B. Sklovszkij: A széppróza (tanulmány, 1963)
- M. I. Zsesztyev: Sorsforduló (regény, 1964)
- G. Görlich: Élet és halál évei (regény, 1965)
- L. N. Tolsztoj: Bál után (Németh Lászlóval, Szőllősy Klárával, elbeszélés, 1978)
- V. P. Katajev: Hétszínvirág (1978)
- A. P. Csehov: Nőuralom. Elbeszélések és kisregények (Szőllősy Klárával, 1993)

## Díjai
- Baumgarten-díj (1948)
- József Attila-díj (1950, 1972)
- Munka Érdemrend arany fokozata (1961, 1966)
- A Munka Vörös Zászló Érdemrendje (1971)